# Яунсвирлаукская волость
Яунсвирлаукская волость (латыш. Jaunsvirlaukas pagasts) — одна из семнадцати территориальных единиц Елгавского края Латвии. Находится на левом берегу реки Лиелупе. Граничит с Вирцавской, Ценской, Салгальской и Платонской волостями своего края, Виестурской волостью Бауского края и городом Елгава.
Крупнейшими населёнными пунктами волости являются: Стальгене (волостной центр), Межциемс, Дзирниеки, Вецсвирлаука, Байяри, Битени, Блукас, Ислицас, Яунсвирлаука, Карнини, Пакули, Смедени, Шалкас.
По территории волости протекают реки: Ислице, Лиелупе, Лиепарс, Реда, Сесава, Вирцава.

## История
В 1935 году Яунсвирлаукская волость Елгавского уезда имела площадь 93 км² и население 2139 жителей. В 1945 году в состав волости входили Яунсвирлаукский и Стальгенский сельские советы. После отмены в 1949 году волостного деления Яунсвирлаукский сельсовет был поочерёдно включён в состав Елгавского (1949—1962, 1967—1990) и Бауского (1962—1967) районов.
В 1954 году к Яунсвирлаукскому сельсовету были присоединены ликвидированный Стальгенский сельсовет и территория колхоза «Лиго» Сесавского сельсовета. Часть земли была отдана Вирцавскому сельсовету. В 1966 году в ведение Яунсвирлаукского сельсовета перешла территория совхоза «Дзирниеки» Вирцавского сельсовета. В 1974 году была присоединёна часть территории Вирцавского сельсовета. В 1977 году — часть территории Вецвирлаукского сельсовета и в 1979 году ликвидированный Вецвирлаукский сельсовет. В 1987 году — часть территории Вирцавского сельсовета.
В 1990 году Яунсвирлаукский сельсовет был реорганизован в волость. В 2009 году, по окончании латвийской административно-территориальной реформы, Яунсвирлаукская волость вошла в состав созданного Елгавского края.